# Саркосома шаровидная
Саркосома шаровидная (лат. Sarcosoma globosum) — вид аскомицетовых грибов из семейства саркосомовых. Гриб неядовит; считается несъедобным, но иногда употребляется в пищу в тушёном виде.

## Описание
Плодовое тело (апотеций) сперва шаровидной, затем луковичной формы тёмно-коричневого цвета диаметром 6 см, иногда до 8 см. Внешняя поверхность сморщенная, бархатистая. Его блестящий гимений быстро образуется в середине апотеция и слегка изогнут внутрь. Консистенция явно желеобразная. С учётом жидкости средняя масса гриба около 70—100 г; отдельные экземпляры могут достигать бо́льших размеров.
Аски цилиндрические, 340—370 микрометров в длину и 12,5 до 15 мкм в ширину. Эллиптические, гиалиновые, гладкие споры размером 24—30 × 9—11,5 мкм. Парафизы нитевидные и частично разветвлённые.
Саркосома шаровидная — сапрофит, предпочитает расти в хвойном лесу среди сосен и елей. Плодовые тела появляются в основном весной, во время таяния снега.
Вид имеет арктико-альпийское распространение, очень редок в Центральной Европе, однако на одном участке часто многочисленный. Внесён в Красные книги Республики Татарстан, Архангельской, Московской, Тюменской и Новосибирской областей.
В Европе известно народное название гриба — «ведьмин котёл», которое с недавнего времени стали использовать в России.
Занесён в Красную книгу России.